# Fort d'Hermann
Le fort d’Hermann ou fort de Narva (Hermannsfeste en allemand, Hermanni linnus en estonien, Нарвский замок en russe) est un château fort médiéval situé à Narva en Estonie, à la frontière avec la Russie. Il se trouve au bord du fleuve Narva.

## Historique
Le château fort a été construit par les Danois au milieu du XIIIe siècle, lorsqu’ils dominaient la région. Il est vendu, ainsi que les terres alentour, à l’Ordre Teutonique en 1345. Celui-ci se sécularise en 1525, lorsqu’il abjure le catholicisme et embrasse le luthéranisme et l’Ordre Livonien, resté fidèle, lui survit un temps. Le château devient une forteresse suédoise entre 1558 et 1704, lorsque le royaume de Suède se rend maître de la région. Il est ensuite dans l’Empire russe, ce qui est confirmé par la paix de Nystad.
Comme une grande partie de la ville, le fort d’Hermann est endommagé à la fin de la Seconde Guerre mondiale. Il est aujourd’hui restauré et sert de musée.
C’était la forteresse la plus à l’est en possession des chevaliers teutoniques et de leur province livonienne rattachée aux chevaliers Porte-Glaive qui avaient fusionné avec les teutoniques au XIIIe siècle. Juste en face de l'autre côté de la rive de la Narva, se trouve la forteresse russe d’Ivangorod, construite par Ivan III en 1492.

## Illustrations

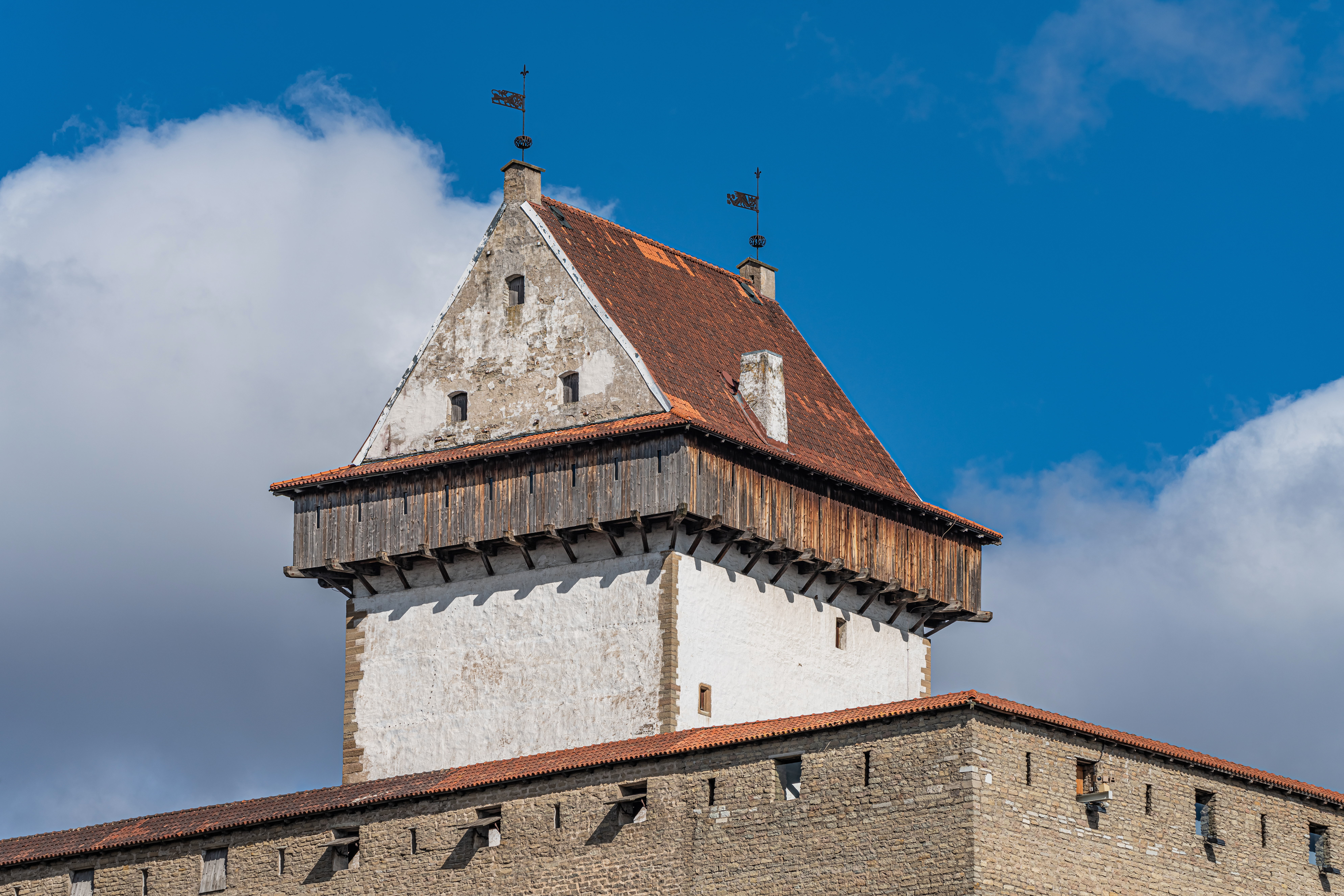
Vue du donjon
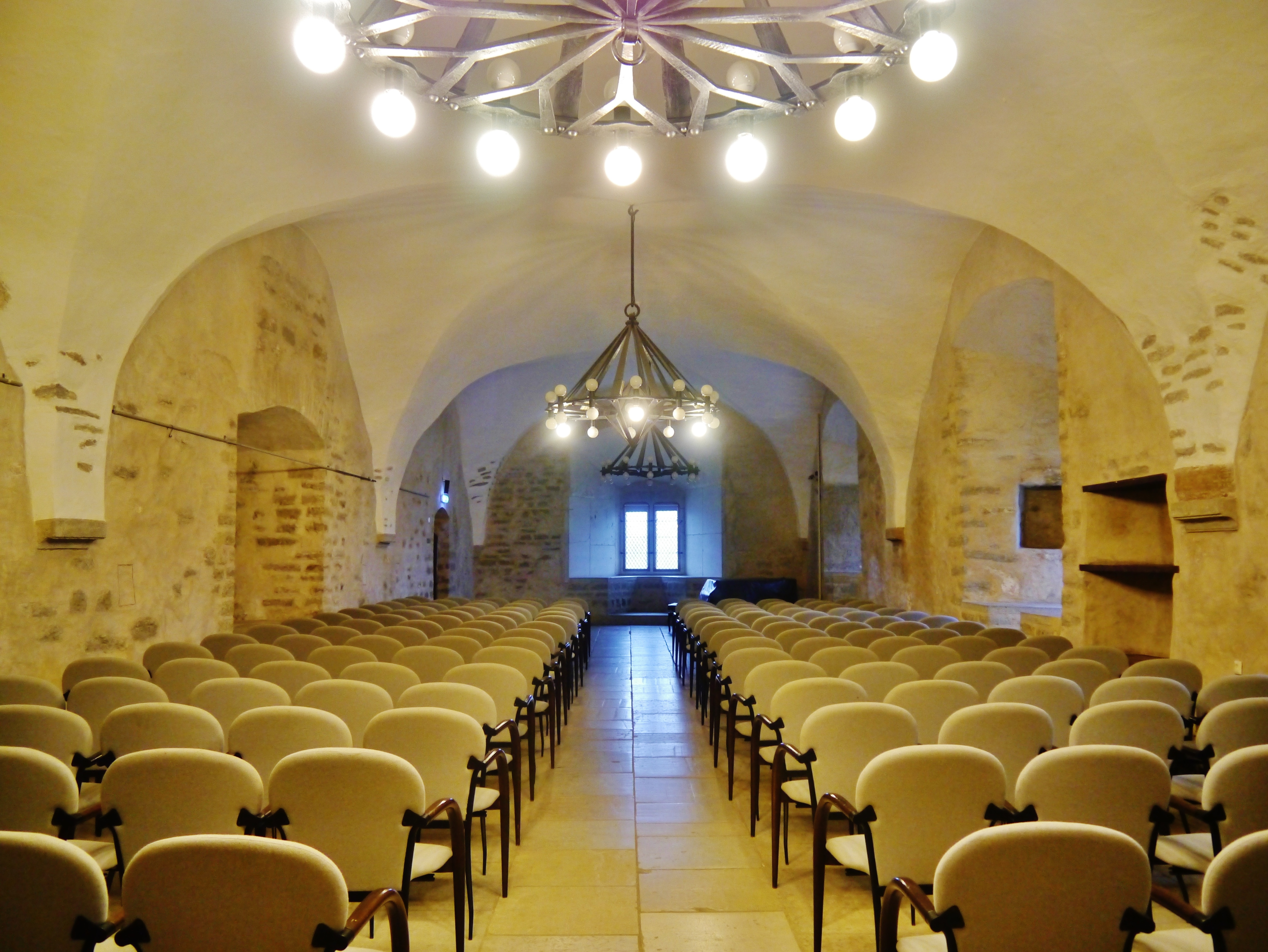
L'intérieur du fort
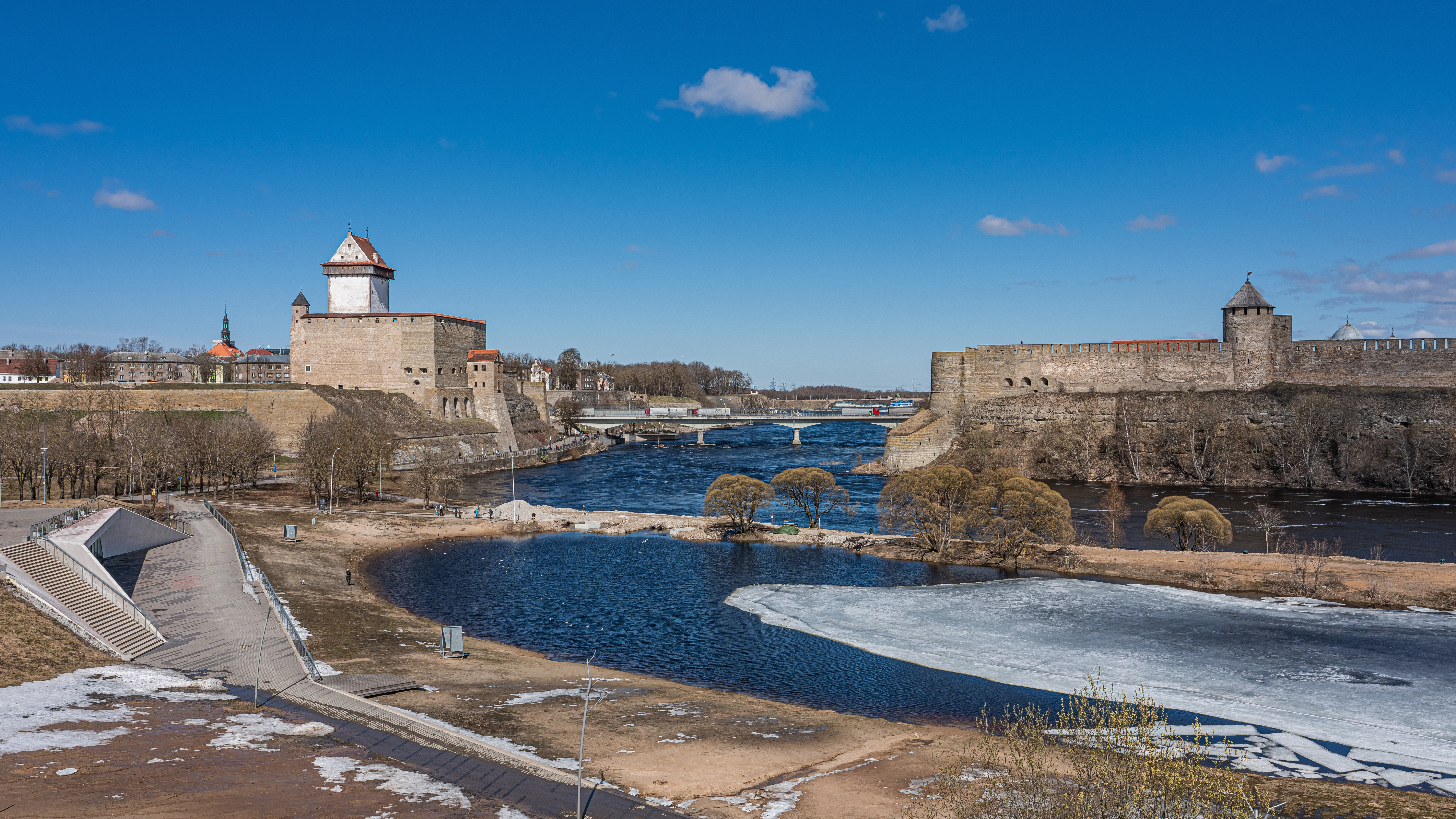
Le fort au bord de la Narva
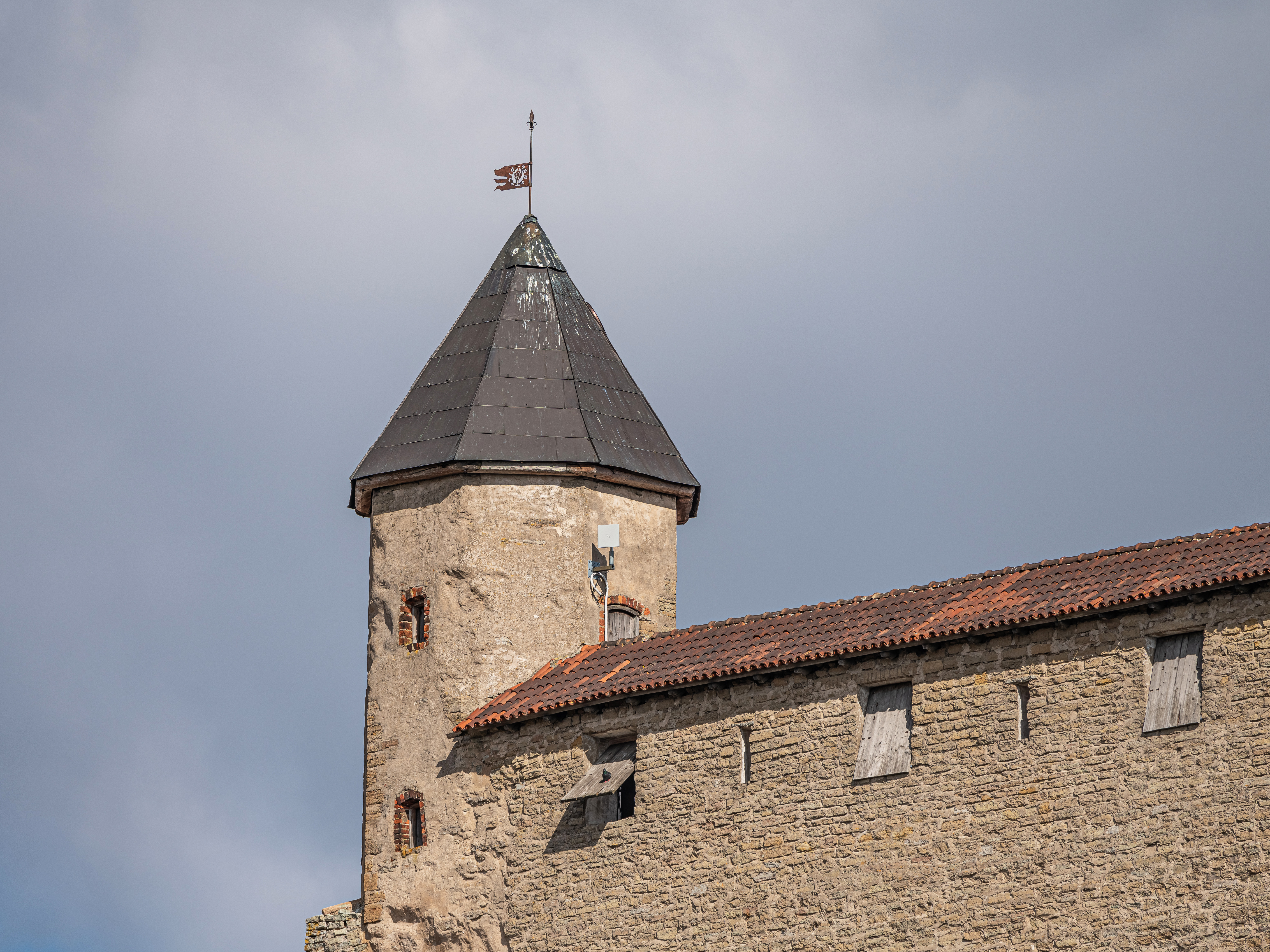

## Source
- (de) Cet article est partiellement ou en totalité issu de l’article de Wikipédia en allemand intitulé « Hermannsfeste » (voir la liste des auteurs).